# Verlobung auf Umwegen
Verlobung auf Umwegen (Originaltitel: Leap Year, wörtlich „Schaltjahr“) ist eine US-amerikanisch-irische Screwball-Komödie aus dem Jahr 2010. Regie führte Anand Tucker, die Hauptrollen spielen Amy Adams und Matthew Goode. Der Spielfilm hatte seine US-Premiere am 6. Januar 2010, in den deutschen Kinos lief er am 9. September 2010 an.

## Handlung
Die aus Boston stammende Anna Brady erwartet sehnlichst den längst fälligen Heiratsantrag ihres Freundes Jeremy. Statt eines Verlobungsrings bekommt sie jedoch nur Ohrringe geschenkt; anschließend muss er zu einem Ärztekongress nach Dublin. Als Anna zuvor ihren Vater traf, erzählte der ihr von einer irischen Tradition: Frauen dürfen Männern am 29. Februar (also in einem Schaltjahr) einen Heiratsantrag machen.
Weil dieses Datum kurz bevorsteht, macht Anna sich auf den Weg nach Irland, um dieser Tradition zu folgen. Wegen eines starken Sturmes wird ihr Flug jedoch nach Cardiff in Wales umgeleitet. Da auch die Fähre wegen des Sturms gestrichen wurde, setzt sie mit einem kleinen Fischerboot auf die Irische Insel über und landet in einem abgelegenen Küstendorf. Dort sucht sie jemanden, der sie nach Dublin fährt. Ein junger Mann namens Declan erklärt sich bereit, Anna für 500 Euro nach Dublin zu fahren, die beiden sind sich sehr unsympathisch. Während der Reise kommt es zu einigen Zwischenfällen, die die Reise in die Länge ziehen. Nachdem das Auto im Graben gelandet ist, setzen Anna und Declan die Reise zu Fuß fort.
Nachdem sie einen Zug verpassen, verbringen sie die Nacht im Haus des Bahnhofsvorstehers. Sie geben vor, verheiratet zu sein, um das Haus nicht wieder verlassen zu müssen. Beim Abendessen kommt es zu einem Kuss, da die Gastgeber sie dazu drängen. Als Anna und Declan schließlich in Dublin ankommen, taucht Jeremy auf und macht Anna sofort einen Heiratsantrag, mit der Begründung, sie hätte ihm so sehr gefehlt. Anna nimmt den Antrag an und Declan ist verschwunden.
Auf der Verlobungsparty, die gleichzeitig auch eine Wohnungseinweihung ist, stellt sich heraus, dass Jeremy ihr nur den Antrag gemacht hat, um die Wohnung zu bekommen. Anna fliegt daraufhin zurück nach Irland und sagt Declan inmitten seines prall gefüllten Lokals, dass sie ohne weitere Zukunftspläne mit ihm zusammen sein will. Er jedoch lehnt ihren „Vorschlag“ ab und macht ihr einen Heiratsantrag. In der Schlussszene sitzen die beiden frisch verheiratet in seinem geliebten R4 und fahren in den Sonnenuntergang.

## Produktion
Der Film wurde in Irland u. a. in den Wicklow Mountains im County Wicklow, in Dublin sowie auf den Aran-Inseln und in Connemara im County Galway gedreht. Die als Ballycarbery Castle bezeichnete Ruine ist in Wahrheit eine Kombination aus Aufnahmen vom Rock of Dunamase, die durch Computeranimation ergänzt wurden. Das Ballycarbery Castle bei Cahersiveen wurde nicht für den Film genutzt. Die vermeintlichen Aufnahmen aus Dingle wurden auf der Aran-Insel Inishmore gedreht ebenso die Klippenszene am Ende, die nahe Dun Aengus aufgenommen wurde. Der deutsche Filmverleih ist Kinowelt, produziert wurde der Film von Universal Pictures.

## Kritik
„Dank Bryan Singers Stammkameramann Newton Thomas Sigel ist der neue, an irischen Originalschauplätzen gedrehte Film von Anand Tucker (‚Shopgirl‘) ansehnlicher fotografiert als viele andere romantische Komödien, reiht sich davon abgesehen aber nahtlos in die Vertrautheiten des Genres ein. Dabei wird Situationskomik größer geschrieben als Wortwitz, muss Anna die Schönheiten Irlands in High Heels erschließen, zerlegt sie Pensionszimmer und Autos, schlägt eine Braut fast k.o., während der irische Begleiter stoisch beobachtet und allmählich seine Defensivhaltung des romantisch unverwundbaren Grobklotzes aufgibt. Wenn viele Menschen immer wieder gerne am selben Ort Urlaub machen, verhält es sich mit romantischen Komödien nicht anders. Entspannte Erholung ohne Überraschung bietet auch ‚Verlobung auf Umwegen‘ – und mit Amy Adams eine gewohnt charmante Sehenswürdigkeit.“

„Regisseur Anand Tucker legt Verlobung auf Umwegen als Screwballkomödie im Stil des Frank-Capra-Klassikers Es geschah in einer Nacht an. Einige Wortgefechte sind tatsächlich spritzig, wenn auch wenig überraschend. Adams macht als Anna zwar eine gute Figur, reicht in ihrer allzu naiven Rolle aber nicht an die großen selbstbewussten Frauen des Genres wie Claudette Colbert oder Meg Ryan heran.“

„[…] Das Drehbuch ist so flach, dass die Stimmung konstant bei ‚ganz nett aber nicht mehr‘ bleibt, denn wenn die verwöhnte New Yorker Prinzessin auf den grummeligen irischen Barbesitzer trifft, wird man das Gefühl nicht los, dass hier nicht viel Mühe auf originelle Ideen verschwendet wurde, das Geschehen erinnert arg an ‚Sex and the City‘ meets Rosamunde Pilcher. […] Regisseur Anand Tucker hatte sich mit ambitionierten Filmen wie ‚Shopgirl‘ und dem bewegenden Schwesterndrama ‚Hilary & Jackie‘ einen Namen als Regisseur mit Feingefühl für schwierige Charaktere erworben. Doch ‚Verlobung auf Umwegen‘ ist höchstens Durchschnittskost, die nicht wehtut, aber man auch schnell wieder vergisst.“

„[U]nsexy und vorhersehbar stolpern die beiden von einem lahmen Regieeinfall zum nächsten. Eher von geringer Kraft erscheint der genrenotwendige Magnetismus zwischen den Figuren. Selbst die Natur wirkt hier so artifiziell, dass der Film die behauptete Authentizität des stadtfernen Daseins gleich wieder in Frage stellt.“